# Al-Kubajba
Al-Kubajba (oficiální anglický přepis al-Qubeibah, neoficiálně i al-Qubaybah) je malé palestinské městečko v Jeruzalémském guvernorátu Palestinské autonomie ležící v oblasti konfliktů mezi Ramalláhem a Jeruzalémem.

## Památky
- Kostel svatého Kleofáše (Al-Kubajba) - „františkánské Emauzy“, jedna z možných lokalizací biblických Emauz
- Beit Emmaus (Emauzský dům) v majetku Německého spolku Svaté země, kde mají od roku 1973 Salvatoriánky domov péče o staré a kde má sídlo Fakulta pečovatských a zdravotnických věd Betlémské univerzity.